# 臼井ミトン
臼井 ミトン（うすい ミトン、1984年4月23日 - ）は、日本のミュージシャン。

## 人物
東京都世田谷区生まれ。高校を卒業後、アメリカの音楽学校に留学。中退しロサンゼルスでギタリストとしてソロ活動の後、シンガーソングライターに転身。20歳で帰国後に独学でピアノを始め、グラフィクデザイナーやアートディレクターとして働きながら数年間曲作りを続ける。2010年頃から再び渡米し、自宅録音機材をリュックでかついでアメリカ中を放浪。伝説的なミュージシャンの自宅を訪ね歩きセッションを重ねた、「旅する宅録アーティスト」としての活動をスタートさせ、1stアルバムを完成させた。2016年からは音楽プロデューサー、アレンジャーとして他のアーティストの作品も多数手がけ、2年連続FUJI ROCKにも出演。
元々おしゃべりで、ライブ・コンサートでも喋りが長く、そういったことで周囲から「ラジオでもやったらいいんじゃない」と言われていた。あるライブで「この中にラジオの関係者がいたら声をかけてください」と客席に向けて振ったところ、たまたま本当にラジオの関係者が来ていて、終演後にオファーを受けて『ANA WORLD AIR CURRENT』（J-WAVE）にゲスト出演。後にこの番組の公式YouTubeでの自身の喋りを、小学校時代からの友人であるディレクターがTBSラジオのプロデューサーにこれを聴いてもらうよう持ち掛け、その後TBSから30分の録音番組のオファーが来て引き受けたが、この番組の出来は本人曰く「全然ダメ」だったという。この番組の収録後に行った食事の席で、そこにあったマイクスタンドを前にして喋り始め、とうとうと喋り続けた。それを見ていたスタッフが「この人は長時間番組行ける」と思い、その経緯からTBSラジオの番組『金曜ボイスログ』のパーソナリティに起用され、2020年10月2日より同番組パーソナリティーを務めている。

## 出演

### ラジオ
- 金曜ボイスログ（2020年10月2日 - 、TBSラジオ）
- こねくと（2023年9月14日 、TBSラジオ、石山蓮華メインパーソナリティが病気療養の休演による代理）